# 김도욱
김도욱(1994년 11월 25일 ~ )은 대한민국의 스타크래프트 II 프로게이머이다. 종족은 테란이며, 아이디는 Cure이다. 이전에는 Speed라는 아이디를 사용한 적이 있다.
2010년 하반기 드래프트에서 화승 OZ의 4차 지명으로 입단하였다.
2011년 11월 화승 OZ의 해체로 제8프로게임단 선수로 지명되었다.
2012년 12월 9일, SK플래닛 프로리그 12-13 시즌 첫경기에 출전해 삼성 칸의 박대호를 꺾고 공식전 첫 승을 신고했다.
이후 주전으로 출전을 보장받으면서 이제동, 김명운, 신동원 등 강적들을 연파했고, 특히 이제동과의 경기에서 보여준 의료선드랍 플레이로 홍길동테란이란 별명을 얻었다.
위너스리그로 진행된 2라운드에서는 KT전에서 임정현, 김성대, 이영호를 격파하고 3킬을 기록하기도 했다. 컨트롤이 상당히 뛰어나며, 의료선드랍 플레이에 능숙하여 저그전에 상당히 뛰어나다.(2013.02.02 현재 7승 2패 기록중) 이러한 활약을 바탕으로 2012년 12월 기준 90위권이던 케스파랭킹이 2월 랭킹에선 31위까지 상승하기도 했다.
2013년 7월 제8프로게임단의 스폰서 계약 이후, 2019년 12월 2일 계약만료까지 진에어 그린윙스에 속했다.

## 주 선수들과의 전적

#### 이승석과의 전적
저그전에서 매우 좋은 기량을 선보이는 김도욱이지만, 스타2 전환후 테본으로 급부상중인 이승석에게 약하다. 상대전적은 1:3으로 약세다
- 2012년 12월 17일 SK플래닛 프로리그 12-13 1R 8게임단 vs SKT 1세트 탈다림제단 이승석 승
- 2013년 2월 19일 SK플래닛 프로리그 12-13 3R SKT vs 8게임단 5세트 칼데움3 이승석 승
- 2013년 5월 5일 SK플래닛 프로리그 12-13 5R 8게임단 vs SKT 1세트 뉴커크재개발지구 이승석 승
- 2013년 7월 8일 SK플래닛 프로리그 12-13 6R 8게임단 vs SKT 2세트 뉴커크재개발지구 김도욱 승

## 수상 경력
스타크래프트 II : 프리미어 개인리그 준우승 1회
- 2010년 : 제54회 스타크래프트 준프로게이머 선발전 입상
- 2014년 : 2014 WCS 코리아 시즌 1 핫식스 글로벌 스타크래프트 II 리그 코드 A 48강
- 2014년 : 2014 WCS 코리아 시즌 2 핫식스 글로벌 스타크래프트 II 리그 코드 A 48강
- 2014년 : 2014 Red Bull Battle Grounds: Washington 준우승 (0:4 최지성)
- 2014년 : 2014 WCS 코리아 시즌 3 핫식스 글로벌 스타크래프트 II 리그 코드 S 4강
- 2014년 : WECG 2014 한국대표선발전 스타크래프트 ll 부문 16강
- 2014년 : Connecting Professional E-sports #1 16강
- 2014년 : PughCraft Invitational #2 32강
- 2014년 : 2015 스타크래프트 II 스타리그 시즌 1 챌린지 32강
- 2015년 : IEM Season IX - World Championship 16강
- 2015년 : 스타크래프트 II 스타리그 2015 시즌 2 챌린지 24강
- 2015년 : 2015 스베누 글로벌 스타크래프트 II 리그 시즌 2 코드 A 48강
- 2015년 : 2015 Kung Fu Cup Season 1 8강
- 2015년 : 2015 핫식스 글로벌 스타크래프트 II 리그 시즌 3 코드 S 32강
- 2016년 : Ting Open 32강
- 2016년 : 2016 핫식스 글로벌 스타크래프트 II 리그 시즌 1 코드 S 4강
- 2016년 : 스타크래프트 II 스타리그 2016 시즌2 16강
- 2016년 : SK텔레콤 스타크래프트 II 프로리그 2016 3라운드 MVP
- 2016년 : 2016 핫식스 글로벌 스타크래프트 II 리그 시즌 2 코드 S 16강
- 2017년 : 2017 핫식스 글로벌 스타크래프트 II 리그 시즌 1 코드 S 32강
- 2018년 : 2018 글로벌 스타크래프트 II 리그 시즌 2 코드 S 32강
- 2018년 : 2018 글로벌 스타크래프트 II 리그 시즌 3 코드 S 32강
- 2019년 : 2019 마운틴듀 GSL Season 1 코드 S 16강
- 2019년 : 2019 마운틴듀 글로벌 스타크래프트 II 리그 시즌 2 코드 S 32강
- 2019년 : 2019 마운틴듀 글로벌 스타크래프트 II 리그 시즌 3 코드 S 16강
- 2019년 : 2019 GSL Super Tournament 시즌2 16강
- 2020년 : 2020 LG 울트라기어 | 핫식스 GSL 시즌 1 코드 S 준우승 (vs 0:4 전태양)